# Marion Norbert-Riberolle
Marion Norbert-Riberolle (Troyes, Francia, 7 de enero de 1999) es una deportista belga que compite en ciclismo en la modalidad de ruta. Ganó una medalla de bronce en el Campeonato Europeo de Ciclismo en Ruta de 2024, en la prueba de contrarreloj por relevos mixtos.

## Medallero internacional
| Campeonato Europeo | Campeonato Europeo | Campeonato Europeo | Campeonato Europeo              |
| Año                | Lugar              | Medalla            | Competición                     |
| ------------------ | ------------------ | ------------------ | ------------------------------- |
| 2024               | Limburgo (Bélgica) | Medalla de bronce  | Contrarreloj por relevos mixtos |

## Palmarés
2024
- 3.ª en el Campeonato de Bélgica Contrarreloj

2025
- 1 etapa de la Gracia